# Ericsson Modems
Ericssons Business Unit Modems var ett segment inom Ericsson, inriktat på utveckling och tillverkning av multimode LTE-modem för fjärde generationens mobila datanätverk. Multimode innebar att dessa modem även kunde använda LTE FDD, LTE-TDD (4G), HSPA (3.5G) WCDMA (3G), GSM (2G) samt TD-SCDMA. Robert Puskaric var chef över Modems, som hade sitt huvudkontor i Lund. Modems bildades ur det brustna samarbetsföretaget ST-Ericsson och hade 1800 anställda vid grundandet den 2 augusti 2013. Det största svenska kontoret fanns i Lund med 800 personer och majoriteten av de övriga anställda fanns på de största utvecklingsenheterna i Tyskland, Indien, Kina samt Finland. I augusti 2013 fick företaget ett och ett halvt till två år på sig att leverera säljbara produkter.
Den 18 september 2014 meddelade Ericsson att modemverksamheten med cirka 1 600 anställa varav 690 i Lund skulle läggas ned. I Lund skulle istället en mindre verksamhet inriktad på forskning och utveckling av radionät att startas, omfattande cirka 500 personer.

## Produkter
Den 3 oktober 2008 hade föregångaren till ST-Ericsson, Ericsson Mobile Platforms visat upp en handhållen prototyp för LTE (fjärde generationens mobiltelefoni). Vid tillfället uppgavs att företaget beräknade ha denna teknologi på marknaden omkring år 2011. I december år 2009, efter att företaget fusionerats in i ST-Ericsson hade LTE-plattformen fått ett namn: M710 och presenterades som ett multimode-device som även kunde hantera HSDPA. Den 1 november 2010 omtalades en produkt med namnet M700 och det nämndes att denna kunde leverera 100 Mbps nedströms och 50 Mbps uppströms i datatakt.
Med början den 15 februari år 2011 presenterade ST-Ericsson en hel serie modemprodukter under varumärket Thor med namn som M5720, M5730, M5780, M7300, M7400 och M7450.
M5720 återfanns i ett antal mobiltelefoner från Samsung, bland annat deras första HSPA+ (21 Mbps) telefon i USA: Galaxy S 4G. M5730 fanns i Sharp AQUOS, men även i mobiler från Motorola och Panasonic. Dessutom användes M5730 precis som sin föregångare M570 i mobila bredbandsmoduler från Ericsson, vilka återfanns i PC-produkter från ett flertal tillverkare. M5780 användes i mobiltelefonen Panasonic Eluga.
Av nedanstående annonserade produkter tycks endast den sista, M7450 ha nått marknaden:
| Modem | Radiotyp                          | Radioband | Hastighet          | Ref    |
| ----- | --------------------------------- | --------- | ------------------ | ------ |
| M7300 | HSPA+, EDGE                       | 16        | ?                  |        |
| M7350 | HSPA+, TD-SCDMA, GSM              | 17+       | ?                  |        |
| M7400 | LTE FDD/TDD, HSPA+, EDGE          | 16        | ?                  | [ 13 ] |
| M7450 | LTE FDD/TDD, HSPA+, TD-SCDMA, GSM | 20+       | 150 Mbps nedströms | [ 14 ] |